# Kambang Barat
Kambang Barat is een bestuurslaag in het regentschap Zuid-Pesisir van de provincie West-Sumatra, Indonesië. Kambang Barat telt 8199 inwoners (volkstelling 2010).